# Jawdochiwka
Jawdochiwka (ukr. Явдохівка) – wieś na Ukrainie, w obwodzie dniepropetrowskim, w rejonie krzyworoskim, w hromadzie Wakułowe. W 2001 liczyła 93 mieszkańców, spośród których 85 wskazało jako ojczysty język ukraiński, a 8 rosyjski.